# Joseph Michael Schnöller
Joseph Michael Schnöller (* 16. September 1707 in Unterbach bei Stockach nahe Elbigenalp im Lechtal; † 31. Juli 1767 in Schuttern) war ein Baumeister und Architekt. Auch sein Sohn Joseph Michael Schnöller jr. (* 26. August 1743 in Kraichen im Lechtal) wurde später Baumeister; er ist durch den Zusatz jr. zu unterscheiden.

## Leben
Joseph Michael Schnöller war der Sohn des Martin Schnöller, der der Maurerzunft von Elbigenalp angehörte, einer Unterorganisation der Großen Zunft Bichlbach in Bichlbach bei Reutte, in der auch er das Maurerhandwerk erlernte. Er war erfolgreich tätig, sodass er am 21. Januar 1734 heiraten konnte. Mit seiner Frau Anna Maria hatte er sieben Kinder. Nach der Geburt des letzten Kindes am 19. September 1746 zog die Familie in das Elsass. Vermutlich war der Neubau der Kirche in Grussenheim der Anlass dazu.

## Werk
- 1748 Pfarrkirche Grussenheim (zerstört im Zweiten Weltkrieg, wiederaufgebaut)
- 1753 Glockenturm der Kirche in Ebersheim (Bas-Rhin)
- 1763 Evangelische Pfarrkirche in Meißenheim
- 1766 Klosterkirche Schuttern, (abgebrannt, Teile der Fassade blieben erhalten, und im 19. Jahrhundert wiederaufgebaut)